# Рівне (Хабаровський район)
Рі́вне (рос. Ровное) — село у складі Хабаровського району Хабаровського краю, Росія. Входить до складу Восточного сільського поселення.

## Населення
Населення — 86 осіб (2010; 97 у 2002).
Національний склад (станом на 2002 рік):
- росіяни — 99 %